# Niederernen

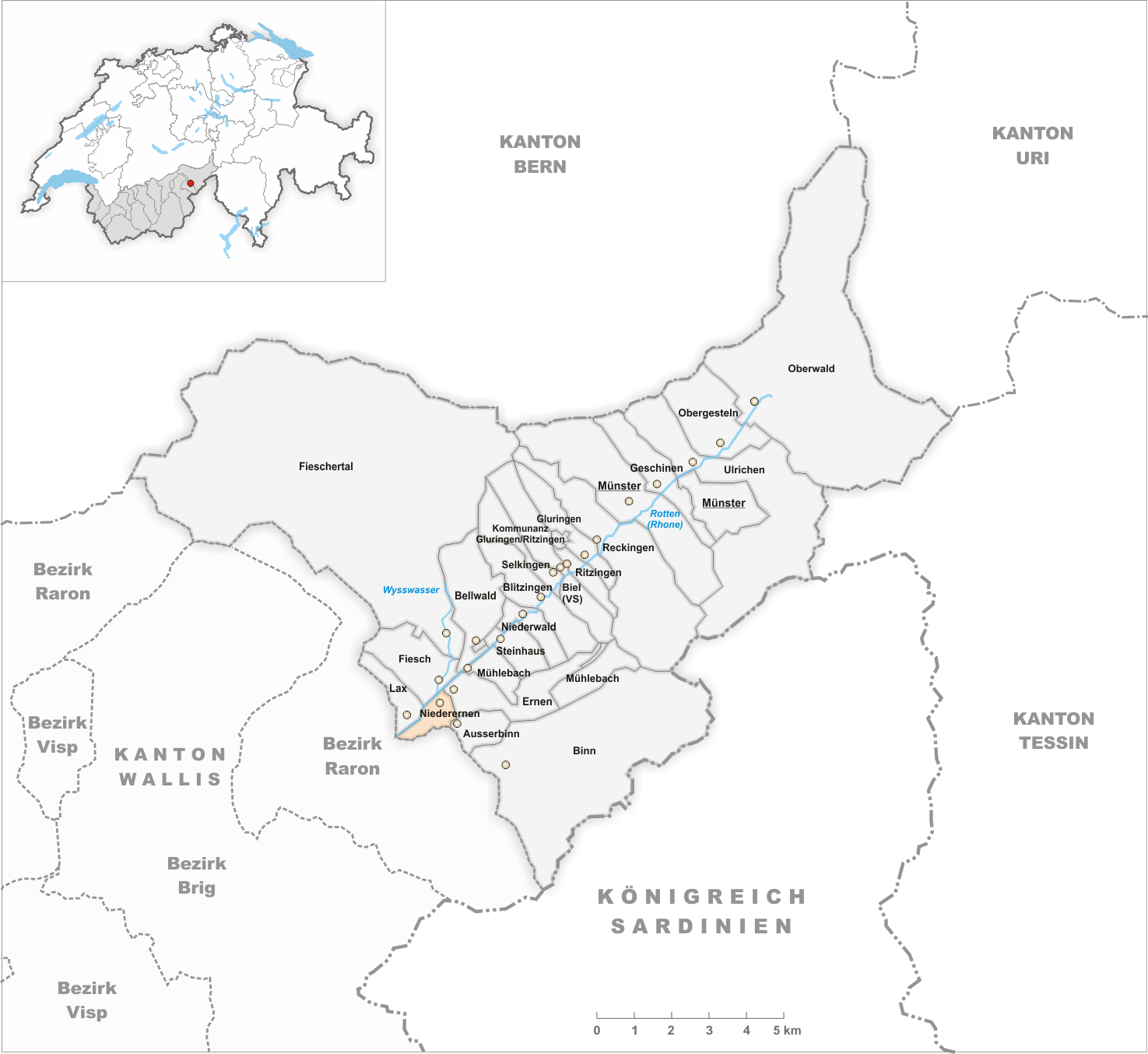
Gemeindestand vor der Fusion am 1. Januar 1872

Die Ortschaft Niederernen ist heute ein Teil der Gemeinde Ernen und befindet sich im Untergoms im schweizerischen Kanton Wallis.

## Geschichte
Der Ort wird 1292 erstmals urkundlich erwähnt in Zusammenhang mit dem Adligen «Chuoradus domicellus de Aregno inferioi», der vermutlich ein Vertreter der adligen Familie von Heimgarten war, die um 1300 dort ansässig war. Anfang des 14. Jahrhunderts gewannen die Herren von Attighausen, die hier Güter besassen, die mit Abgaben an den bischöflichen Landesherren belastet waren, an Einfluss. Diese Güter und Nutzungsrechte befanden sich seit 1374 im Besitz von Rudolf von Raron, dieser erwarb sie von der Familie von Urnavas. Er verkaufte sie zusammen mit der Hohen und Niederen Gerichtsbarkeit 1404 an Johann Thomas von Platea. Seit 1469 ist ein eigenes Gemeindewesen verbürgt, zu dieser Zeit – im ausgehenden Mittelalter – spielte nur noch der niedere Dorfadel der Familien Grasser und Troller eine gewisse Rolle. Im dritten Viertel des 16. Jahrhunderts wurde der Ortsansässige Michael Tschampen Landeshauptmann. Der nächste Ortsbürger im Amt des Landeshauptmanns war Anfang des 16. Jahrhunderts Martin Holzer, dessen Sohn Nikolaus Holzer es sogar zum Landvogt von Saint-Maurice brachte. In der ersten Hälfte des 17. Jahrhunderts wurde der Bürger Johann Matlis Landvogt von Monthey. Auch der erste Bannerherr, Martin Mathlis, war Ortsbürger von Niederernen, obwohl er 1631 in Ernen das Wohnhaus seiner Familie aufbaute.
Im Hochmittelalter war das heute im Wald gelegene Gütchen Stockene ganzjährig bewohnt.
Von der Siedlung Z’Brigg, ist heute nur noch ein altes Haus erhalten. In dieser Siedlung soll das Vaterhaus des Bischofs Walther Supersaxo gestanden haben. Diese Siedlungen bildeten zusammen Niederernen und bis 1872 eine eigenständige Gemeinde. Sie befindet sich südlich des Rottens, unmittelbar hinter der Brücke, über die früher, bis zum Bau der Furkastrasse am rechten Rottenufer, der ganze Verkehr ins Goms abgewickelt wurde.
Die Gemeinde Niederernen schloss sich 1872 der Burgschaft Ernen an.
Bekannt ist, dass 1788 neun Firste (Gebäude) abgebrannt sind, welche nicht wieder aufgebaut wurden. Auch 1880 sind drei Wohnhäuser abgebrannt. Ebenso sind seit 1890 fünf Häuser abgetragen worden, was die teilweise lückenhafte Bebauung – die für das Goms untypisch ist – erklärt. Nachdem das Gemeindehaus teilweise abgebrannt war, baute man es 1900 zum Stadel um. Erst in den 1960er Jahren begann der Ortsteil wieder zu wachsen.

## Sehenswürdigkeiten
- Die Kapelle des heiligen Antonius von Padua, wurde 1684 erbaut.
- In Niederernen findet sich das älteste datierte Wohnhaus des Goms[2]. Das Valentin-Steffen-Haus wurde 1533 erbaut.

- Die Bruderklauskapelle im Reif, südlich und oberhalb Z’Brügg, ist am Waldrand gegenüber von Lax gelegen.
- Die Kapelle der Schmerzenmutter, in Binnegga.